# Sargento Cabral (Santa Fe)
Sargento Cabral es una localidad del departamento Constitución, provincia de Santa Fe, Argentina. Se encuentra a la vera de la ruta provincial 90 a 37 km de la ciudad cabecera de departamento: Villa Constitución y a 249 km de la capital provincial: la ciudad de Santa Fe.

## Historia
Fue fundada el 19 de junio de 1921 frente a la estación del ferrocarril perteneciente a la Compañía General de Ferrocarriles en la Provincia de Buenos Aires, línea de Rosario a Buenos Aires, habilitada al servicio público en noviembre de 1907. El pueblo se emplazó en terrenos que pertenecían a Martina Sagasta de Aranés, que habían sido divididos en lotes y rematados. Sargento Cabral se desprendió del distrito comunal de Cepeda el 30 de junio de 1933, al crearse una junta administrativa. En mayo siguiente se creó la comisión de fomento, cuyo primer presidente fue Bartolo Bojanich y, su vicepresidente, el estanciero Francisco Donnelly (propietario de la estancia San Juan).

## Población
Cuenta con 1,064 habitantes (Indec, 2010), lo que representa un descenso frente a los 1,077 habitantes (Indec, 2001) del censo anterior.
| Gráfica de evolución demográfica de Sargento Cabral entre 1991 y 2010 |
|                                                                       |
| Fuente: Censos nacionales del INDEC                                   |

## Comuna
Presidente Comunal: CPN Juan Ignacio Genzano - Tel: (03460) 491077

## Ferrocarril
- Estación Sargento Cabral

- Datos: Q9074666